# General Mansilla
General Mansilla (Est. Bartolomé Bavio) es una localidad que pertenece al partido de Magdalena, en la Provincia de Buenos Aires, Argentina.
La localidad está ubicada sobre la RP 54, entre las rutas provinciales RP 11 y RP 36. Para llegar a la ciudad de Magdalena, hay que recorrer 30 km. En un campo de las cercanías vivió, cuando tenía cerca de 10 años, la actriz Tita Merello.

## Geografía

### Relieve
El relieve presenta suaves ondulaciones con características propias de la pampa húmeda. Los suelos son pocos permeables y con las lluvias se forman pequeñas lagunas. Las partes más elevadas tienen aptitudes agrícolas.

### Clima
El clima es templado. En enero la temperatura media es de 22 °C y en julio de 8 °C. Los vientos característicos son: el sur –oeste que es frío y seco, conocido como Pampero; El Norte (jet stream de baja intensidad), el "viento de los locos", caluroso y húmedo; y el del sudeste que viene desde el Río de la Plata y provoca tormentas eléctricas con truenos y relámpagos. Las lluvias oscilan entre los 600 y 1000 ml anuales.

### Sismicidad
La región responde a las subfallas «del río Paraná», y «del río de la Plata», y a la falla de «Punta del Este», con sismicidad baja; y su última expresión se produjo el 5 de junio de 1888 (137 años), a las 3.20 UTC-3, con una magnitud aproximadamente de 5,0 en la escala de Richter (terremoto del Río de la Plata de 1888).
La Defensa Civil municipal debe advertir sobre escuchar y obedecer acerca de
Área de
- Tormentas severas, poco periódicas, con Alerta Meteorológico
- Baja sismicidad, con silencio sísmico de 137 años

### Flora y fauna
El avance de los cultivos y la ganadería, así como la persecución, han puesto en peligro o han hecho desaparecer muchas especies de la fauna. Entre los sobrevivientes es posible encontrar, aunque en menor cantidad: liebres, mulitas, peludos, tucu-tucu, vizcachas, comadrejas, perdices, zorrinos, chimangos, lagartos verdes, zorro, cuises. Entre las aves, sí recorremos observando atentamente el campo podemos ver: patos, teros, horneros, garzas, cigüeñas, chajás, martinetas, caranchos , palomas, cotorras, pájaros carpinteros, jilgueros, golondrinas, calandrias, gorriones, chingolos, entre muchos más pájaros.
La flora autóctona está en retroceso por acción humana, ya sea por introducir especies exóticas, por pasturas implantadas para dar de comer al ganado vacuno y la tala para leña.
Ya quedan pocos ejemplares de ombúes que, pese a su apariencia, no es un árbol sino una hierba gigante.
Entre los sobrevivientes a la mano del hombre, a la orilla de los alambrados, se hallan talas y ceibos, característicos de la zona ribereña del Río de La Plata, junto con sauces, coromillos, sombras de toro. En las zonas menos apta para la agricultura vemos pastos como el gramillón; malezas como carqueja, duraznillo, manzanilla, abrojos y cardos.

### Población
Cuenta con 2,022 habitantes (Indec, 2010), lo que representa un incremento del 20% frente a los 1,684 habitantes (Indec, 2001) del censo anterior.
| Gráfica de evolución demográfica de General Mansilla entre 1991 y 2010 |
|                                                                        |
| Fuentes: INDEC                                                         |

## Servicios municipales
General Mansilla, como parte del partido de Magdalena, cuenta con un representante del Intendente que es el Delegado Municipal.
La Delegación Municipal se encarga de organizar y brindar servicios que necesita el pueblo: recolección de basura, limpieza de calles, alumbrado, etc.
Al lado de la Delegación, funciona el Registro Civil donde se realizan los casamientos, se sacan los documentos, se anotan los nacimientos, entre otros trámites.
General Mansilla cuenta con un Destacamento Policial que es el responsable de cuidar que no haya delitos.
Desde el año 1949 cuentan los bavienses con una Unidad Sanitaria. En el año 2000, se inauguró el nuevo edificio que lleva el nombre "Doctor René Favaloro". En la actualidad, cuenta con médicos y enfermeras las 24 horas, servicios de rayos X, de odontología, de psicología, de ambulancia, entre otros.

### Bomberos Voluntarios
En el año 1993, se crea el Destacamento de Bomberos Voluntarios de Bartolomé Bavio, que dependía del Cuartel de Magdalena, ya que en el año 2008 pasó a ser cuartel, dejando de lado la dependencia.

### Banco
Desde inicios de 2004, General Mansilla cuenta con una sucursal del Banco Provincia de Buenos Aires que abre lunes, miércoles y viernes. Antes funcionaba, en el mismo lugar, el Banco Municipal de La Plata.

### Industria
Más de 100 personas trabajan en la planta industrial de Vacalin, empresa productora de lácteos desde hace más de 70 años, y exportadora mundial de dicho producto.

### Deportes
En el año 2016 el pueblo de Bavio contó con su equipo militando el Torneo Federal "B" : El club Racing de Bavio (llamado así en honor al Racing Club de Avellaneda) se ha destacado por ser uno de los más representativos de la región, siendo el único en jugar este tipo de torneos. Además de militar en la liga de Chascomús y consagrarse campeón en el año 2010, también participó de la vieja Liga de Magdalena, consagrándose campeón en tres oportunidades; 1959, 1991 y 1993. 
Su gran capacidad de socios activos (cuenta con más de 1000 socios) ayudan al crecimiento diario de este gran club.
Es importante destacar que todos los logros obtenidos por el equipo mayor del club Racing fue gracias a un trabajo arduo en el cual se apuntaló desde un principio el semillero local. En conclusión Racing de Bavio es uno de los pocos clubes de la región en no pagar jugadores foráneos.
Su gran participación en el Federal "C" 2015, llegando a semifinales, le otorgó esta plaza al Federal "B" sumando así, en su primera experiencia en un Federal, ascender el mismo año en el que empezó a jugar.
Su Facebook oficial es: "Racing de Bavio" y su página no oficial ( aunque muy recurrida) es en Facebook también : "Info Racing de Bavio".
Su hinchada es una de las más seguidoras de la liga, sobre todo de visitante y es denominada "La 00".
En el año 2024 Racing de Bavio volvió a la "Liga Costera" ( ex liga de Magdalena ) consagrándose campeón en su primera participación en el certamen. En el año 2025 volvió a consagrarse campeón de la misma "quitándole" en la ultima fecha el campeonato al Sport Club Magdalena, dicho equipo habia estado primero todo el torneo...de todas maneras la acade de Bavio le gano la ultima fecha quedándose con el campeonato.

## Mikel Amondarain
El jugador Mikel Jesús Amondarain de Estudiantes de La Plata es oriundo de la localidad de Bavio, siendo el primer jugador de la historia Baviense en debutar en la categoría máxima del fútbol argentino. Mikel, realizó las divisiones infantiles en el Club Racing de Bavio del cual es hincha.